# Степановка (Шахтёрский район)
Степа́новка (укр. Степанівка) — село в Украине, находится в Шахтёрском районе Донецкой области. C 2014 года находится под контролем самопровозглашенной Донецкой Народной Республики.

## География
В Донецкой области имеются ещё 4 одноимённых населённых пункта, по одному в Александровском, Константиновском, Волновахском и Марьинском районах.
Село расположено на реке под названием Ольховчик (правый приток Миуса).

#### Соседние населённые пункты по странам света
С: Победа, Первомайский, Первомайское (все выше по течению Ольховчика)
СЗ: Червоный Жовтень
СВ: Латышево
З: Петровское
В: Дмитровка
ЮЗ: Сауровка, Кринички
ЮВ: Мариновка (ниже по течению Ольховчика), Красная Заря, Кожевня
Ю: Новопетровское, Тараны, Семёновское, Григоровка

## Общие сведения
Код КОАТУУ — 1425288201. Телефонный код — 6255.

## Население
По данным переписи 2001 года население села составило 1389 человек, из них 93,02 % отметили родным украинский язык, 6,77 % — русский, а 0,21 % — другой.

## История
Основана Степаном Дмитриевичем Иловайским, сыном наказного атамана Войска Донского генерала от кавалерии и кавалера Дмитрия Ивановича Иловайского в конце XVIII века.
По состоянию на 1873 год в слободе Мариновской волости Миусского округа Области Войска Донского проживало 1793 лица, насчитывалось 272 дворовых хозяйства, 75 плугов, 639 лошадей, 301 пара волов, 1374 обычных и 2977 тонкорунных овец.
По переписи 1897 года количество жителей выросло до 2073 человек (1008 мужского пола и 1065 — женского).
Великая Отечественная война 1941—1945
В конце июля 1943 года в районе сел Степановка и Мариновка шли упорные бои с участием войск СС:  танковой дивизии СС «Рейх» и танковой дивизии СС «Мёртвая голова». В результате трехдневного сражения (30 июля — 1 августа) наступление превосходящих сил Красной армии было остановлено. Однако потери войск СС были беспрецедентно высоки: дивизия «Мертвая голова» потеряла 1500 человек убитыми и раненными, дивизия «Райх» — 2800 человек.  Эти потери почти в три раза превысили потери дивизий СС в операции «Цитадель» (Курская битва). Сражение у Степановки и Мариновки стало важной страницей в истории войск СС.
Война 2014 года
С начала августа 2014 года за село велись бои между украинской армией и ополчением непризнанной ДНР. По заявлению украинских властей, 10—11 августа Степановка была полностью уничтожена огнём батарей РСЗО «Град». Ряд источников заявили, что обстрел был произведён с российской территории, другие источники заявили, что огонь вёлся с территории, контролируемой ДНР. По данным ДНР, село активно обстреливалось украинскими войсками, в том числе с использованием реактивного комплекса РСЗО «Ураган»; по данным российской прессы, 11 августа одна установка была уничтожена.

## Адрес местного совета
86260, Донецкая область, Шахтёрский р-н, с. Степановка, ул. Ежкова, 97